# 赤鱲角新村
22°16′36″N 113°56′32″E / 22.27668°N 113.94210°E

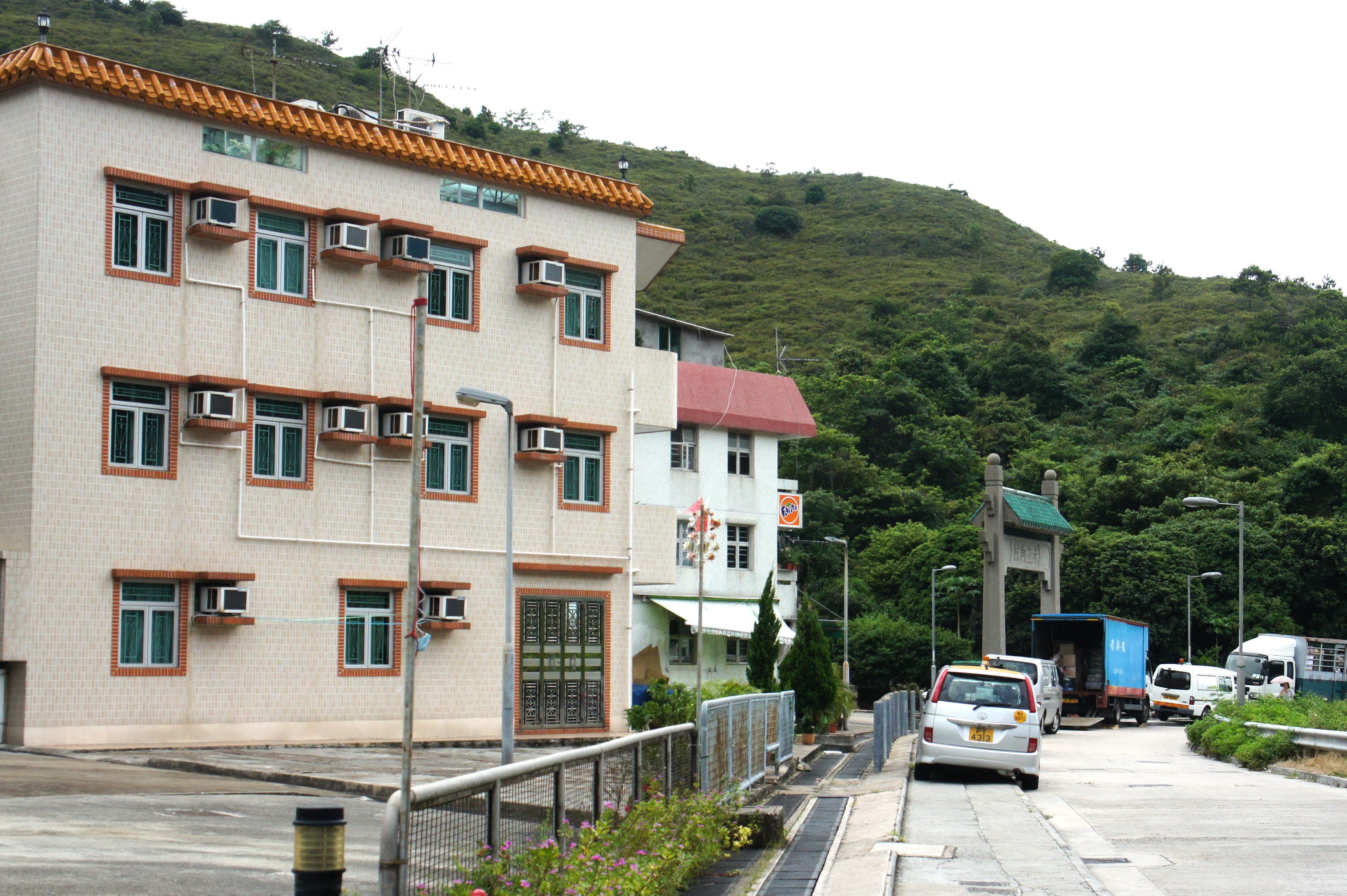
位於黃龍坑道（右）的赤鱲角新村，綠色瓦頂牌坊上刻有「赤立角村」四字。」

赤鱲角新村位於香港大嶼山東涌東南部的黃龍坑道，在禾寮墩的山腳下。當年由於赤鱲角島需要興建新機場，需要安置島上居民而建村。現時人口稀少，只有數戶人家居住。

## 特色

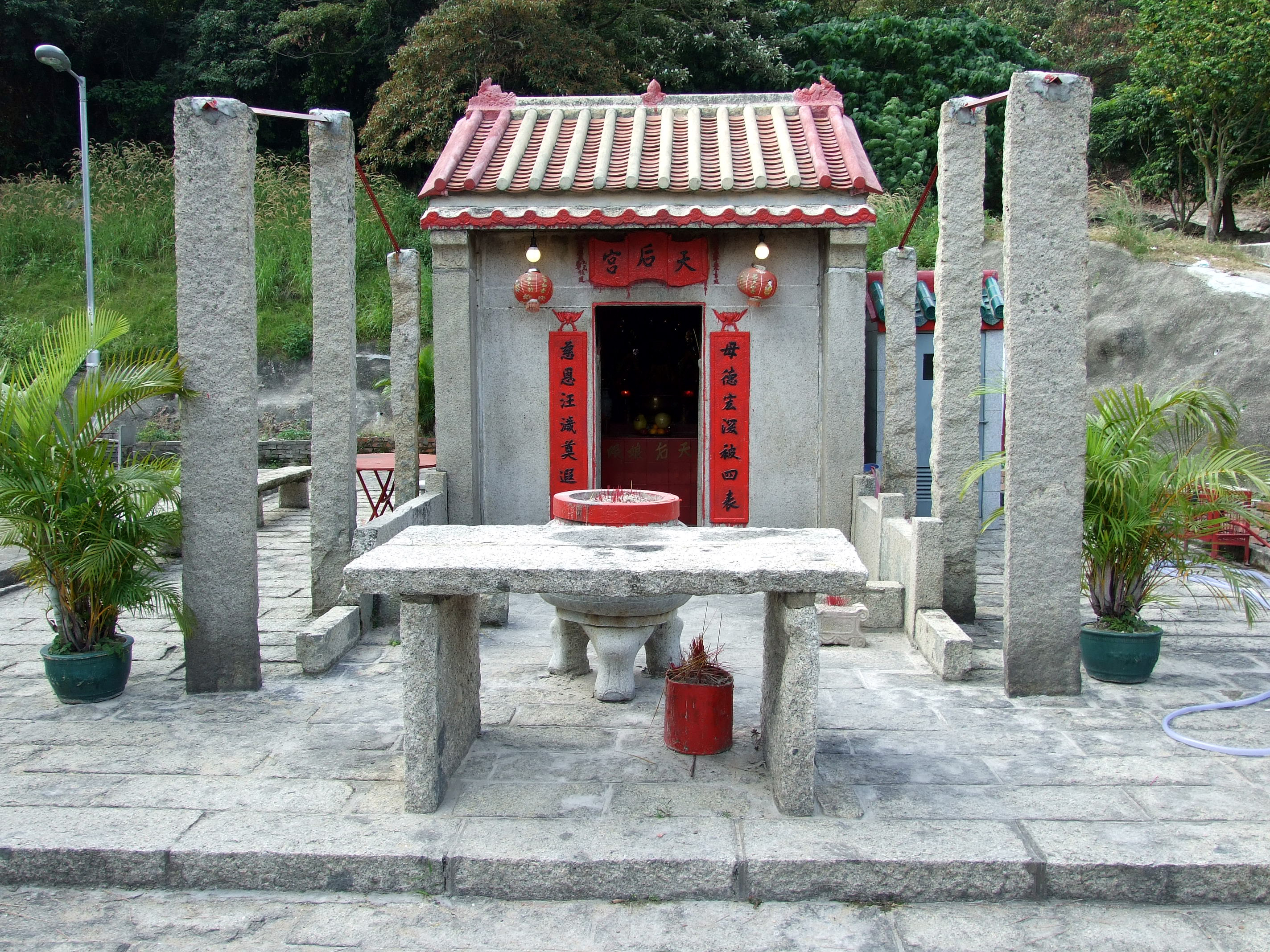
赤鱲角天后宮

那兒有一座天后廟，每年吸引一些信眾參拜。這座天后廟的特色在於全由花崗岩長石板建成。它是由當時於赤鱲角島上開採石礦的礦工所建，之後因其特色保留價值而被搬至東涌赤鱲角新村。天后娘娘本來是為漁民供奉，希望保佑他們出海平安。
赤鱲角新村每天有七至八班巴士前往。由於交通不便，前往旅遊的人數不多。遊人多為前住黃龍坑郊遊的遠足客。